# Kadok
Kadok (zdrobniale Cadogan) – imię męskie pochodzące z kultury celtyckiej, z języków celtyckich; znaczy tyle, co bitwa lub potyczka (od cad). Łacińskim odpowiednikiem jest Cadoganus, Cadocus, angielskim Cadogan, Cadog, a we francuskim Cadoc. Imieniny obchodzone są 23 stycznia i 21 listopada.